# Prîdnipreanske (Liubîmivka), Dnipro
Prîdnipreanske (în ucraineană Придніпрянське) este un sat în comuna Liubîmivka din raionul Dnipro, regiunea Dnipropetrovsk, Ucraina.

## Demografie
Componența lingvistică a localității Prîdnipreanske
     Ucraineană (77,57%)
     Rusă (21,5%)
     Alte limbi (0,93%)
Conform recensământului din 2001, majoritatea populației localității Prîdnipreanske era vorbitoare de ucraineană (77,57%), existând în minoritate și vorbitori de rusă (21,5%).